# Spariolenus taeniatus
Spariolenus taeniatus är en spindelart som beskrevs av Tord Tamerlan Teodor Thorell 1890. Spariolenus taeniatus ingår i släktet Spariolenus och familjen jättekrabbspindlar. Inga underarter finns listade i Catalogue of Life.